# Alfabeto sogdiano
La escritura sogdiana (llamada también abyad sogdiano o alfabeto sogdiano, ya que posee también algunos elementos propios para un alfabeto) fue un sistema de escritura utilizado originalmente para el idioma sogdiano, una lengua de la familia iraní hablada por las gentes de Sogdia. El alfabeto deriva del alfabeto siríaco, un descendiente del alfabeto arameo. Este sistema es uno de los tres utilizados para el idioma sogdiano, los otros dos son: el alfabeto siríaco y el alfabeto maniqueo. Fue utilizado en los terrenos del Asia Central en los años 100-1200 d.c.

## Estructura
La escritura sogdiana, igual que los sistemas de escritura de los que deriva, es un abyad, aunque también muestra algunos elementos propios para un alfabeto. El sistema constistía de 17 consonantes, muchas de ellas tenían formas distintas dependiendo de la posición dentro de la palabra donde aparecían. Igual que en el alfabeto arameo, las vocales largas eran generalmente escritas utilizando matres lectionis, las consonantes alef, yod y waw. Sin embargo, estos símbolos podían también representar a veces vocales cortas (al contrario que en el alfabeto arameo y otros abyades. Para diferenciar las vocales cortas y largas se podía escribir una letra alef adicional. El sistema también incluía varios símbolos diacríticos. La dirección de escribir era de la derecha hacia la izquierda.
Los logogramas arameos también aparecían en este sistema como restos de intentos de adaptar el alfabeto arameo al idioma sogdiano. Estos logogramas eran utilizados principalmente para palabras funcionales como pronombres, artículos, preposiciones, y conjunciones.

## Pronunciación
Algunas muestras del sistema sogdiano fueron descubiertas en Panjakent, lo cual permitió descubrir las reglas de la pronunciación: eran iguales que las del alfabeto arameo, salvo que la letra lamedh se repetía al final del alfabeto para sonidos δ y θ.
| Transcripción     | ˀ       | β    | γ    | d | h    | w                | z          | x | ṭ | y                | k    | l | m    | n    | s | ˁ | p       | c        | q | r       | š       | t    | δ    |
| Valores fonéticos | ā̆, ə, ɨ | β, f | γ, x | * | Ø, ā̆ | w, ʷ, ū̆, ō̆, ü, ȫ | z, ž, ẓ̌/δʳ | x | * | y, ī̆, ē̆, ɨ, ə, ǟ | k, g | l | m, ṁ | n, ṁ | s | * | p, b, f | č, ǰ, ts | * | r, ʳ, l | š, ṣ̌/θʳ | t, d | δ, θ |
| Valores en arameo | ʔ       | B    | G    | D | H    | W                | Z          | Ḥ | Ṭ | Y                | K    | L | M    | N    | S | ʕ | P       | Ṣ        | Q | R       | Š       | T    | (L)  |

* Estas letras no eran utilizadas en palabras de origen sogdiano.

## Variedades
Con el tiempo se desarrollaron tres variedades principales de la escritura sogdiana: la temprana, una versión arcaica no cursiva; la escritura de sutras, una versión caligráfica utilizada en los textos budistas; y la escritura cursiva uigura (no debe ser confundido con el alfabeto uigur antiguo). La escritura temprana se remonta al cuarto siglo d.c. La escritura de sutras apareció alrededor del año 500 d.c, mientras que la escritura cursiva se desarrolló aproximadamente un siglo más tarde. La escritura cursiva debe su nombre a que sus letras estaban conectadas con una línea. Ya que muchas letras de esta versión tenían formas muy similares, hasta tal punto, que podían parecer indistinguibles, esta es la versión más difícil de leer.

## Muestras
El sistema sogdiano es conocido de textos religiosos de budismo, maniqueísmo y cristianismo, así como de fuentes laicas como cartas, monedas, y documentos legales. Los documentos sogdianos más antiguos son las llamadas Cartas Antiguas, descubiertas en 1920 por Aurel Stein en una atalaya cercana Dunhuang, China. Esas cartas datan aproximadamente al año 312-313 d.c y están escritas en la versión temprana de la escritura sogdiana.
Los textos budistas sogdianos, escritos en la escritura de sutras, son más jóvenes, datan aproximadamente al siglo VI-VIII/IX. Fueron encontrados en las primeras dos décadas del siglo XX en una de las Cuevas de los Mil Budas en la provincia china de Gansu. Algunos de esos manuscritos se encuentran actualmente en el British Museum, en la Bibliothèque nationale de Francia, y en la Academia Rusa de las Ciencias.
Otro descubrimiento importante fue el de los Documentos Mug, en 1933 por unos becarios soviéticos. Estos documentos fueron encontrados en las ruinas de una fortaleza en el Monte Mug en Tayikistán. Los documentos (más de 76), fueron escritos en superficies de varios tipos diferentes, como papel, seda, madera y piel. Según las fechas en los documentos, datan al siglo VIII d.c. La mayoría de ellos fue escrita utilizando la escritura cursiva sogdiana.

## Unicode
En el sistema sogdiano se usaba tres caracteres adicionales para representar sonidos inexistentes en el idioma siríaco. Fueron incluidos en Unicode en 2002.
- 074D ݍ Syriac Letter Sogdian Zhain (compara con: 0719 ܙ Syriac Letter Zain)
- 074E ݎ Syriac Letter Sogdian Khaph (comprara con 071F ܟ Syriac Letter Kaph) – formas iniciales ݎ‍ y ܟ‍
- 074F ݏ Syriac Letter Sogdian Fe (compara con 0726 ܦ Syriac Letter Pe)

En 2001, un grupo de los expertos en lenguas iraníes sugirió que las escrituras sogdian y uigura pudieran ser codificados juntos en un bloque separado, utilizando los mismos códigos como el alfabeto mongol.
El Unicode de 2015 tiene las siguientes asignaciones provisionales de bloques de código:
- 10SER0@–10BFF: sogdiano antiguo,[12]
- 10E00@–10E5F: sogdiano,[13]
- 10E80@–10EDF: uigur.[14]